# 圣尼各老堂 (那不勒斯)
圣尼各老堂（意大利语：Chiesa di San Nicola alla Carità）是一座巴洛克风格的天主教教堂，位于意大利坎帕尼亚大区那不勒斯市中心的托莱多街（via Toledo），几乎在仁慈广场（Piazza Carità）与但丁广场（Piazza Dante）之间的中点。

## 历史

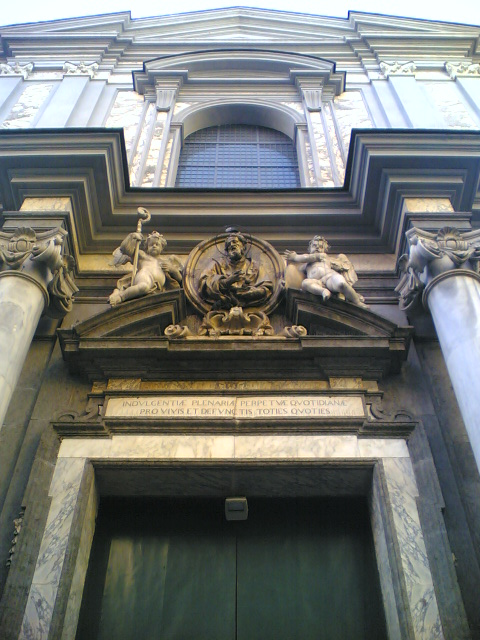

该教堂始建于1647年，当时贵族捐赠大约6000个达克特给虔诚工人修会（Pious Workers Rural Catechists)，作为对他们福利工作的奖励。教堂建筑奥诺弗里奥·安东尼奥·吉索尔菲设计，1656年被袭击该市的瘟疫中断，1682年由科西莫·范扎戈（Cosimo Fanzago）完成，他在迪戈·因尼科·卡拉乔洛·迪·马蒂纳枢机的赞助下工作。教堂经历了多次重建。在十八世纪，按照弗朗切斯科·索利梅纳（Francesco Solimena）的设计，由萨尔瓦托雷甘道夫（Salvatore Gandolfo）重建了立面。在法国占领的十年中，教堂被关闭，改为工兵军营。1843年，古格列尔莫·图里（Guglielmo Turi）修复了该建筑。
该堂安葬了那不勒斯画家贝尔纳多·卡瓦利诺（Bernardo Cavallino）和神职修士会的安多尼·托雷斯（Antonio Torres）神父的尸体，在1656年的瘟疫中为病患服务。虔诚工人修会的修士均因与感染者接触而死亡，除了安多尼神父等四名修士例外。每年圣诞节期间，游客可以在该堂的一个房间看到耶稣降生场景。

## 内部

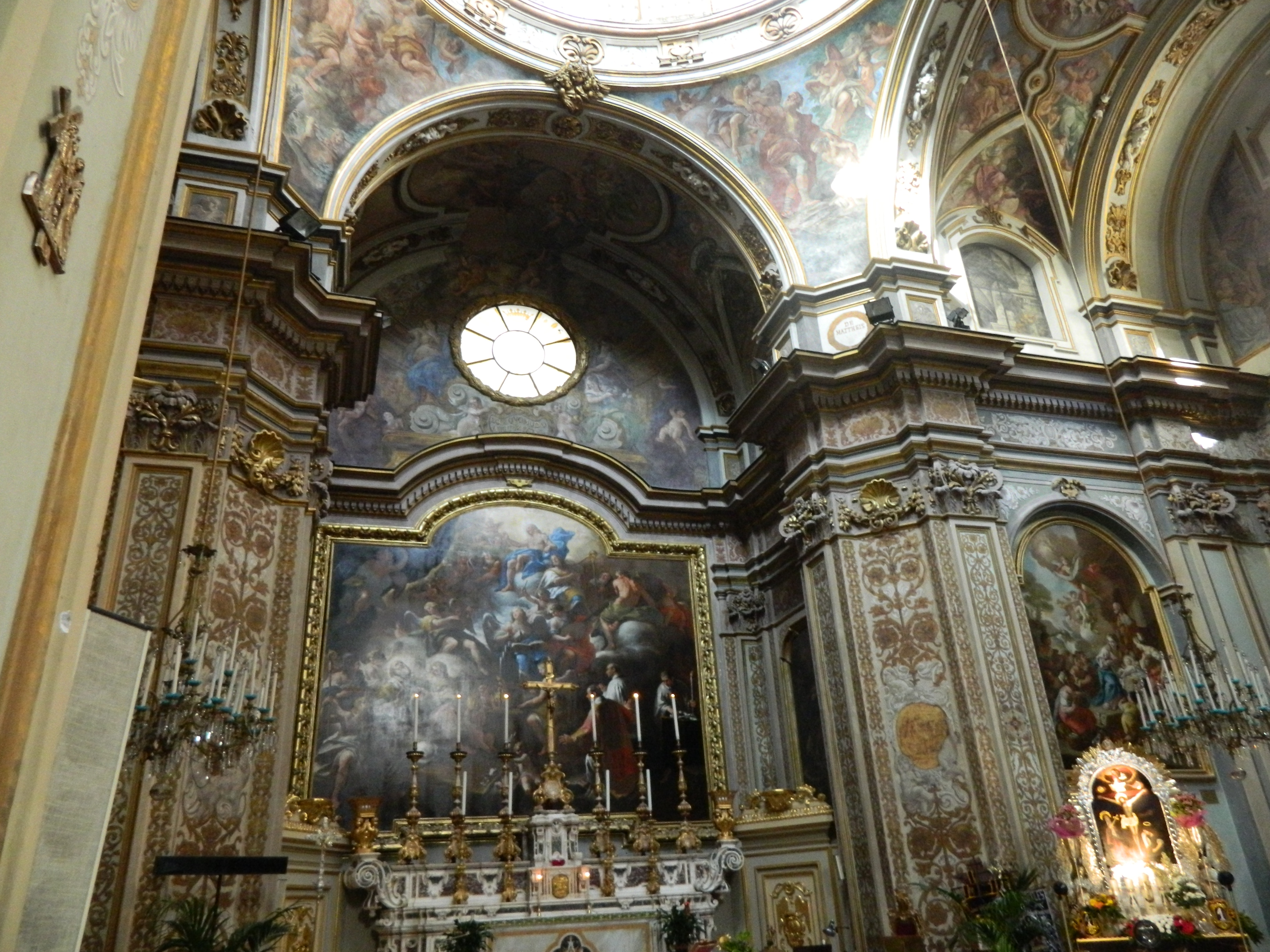
《圣尼各老之死》

平面布局是拉丁十字, 有三个走道，两侧有小堂。中殿有一系列弗朗切斯科·索利梅纳的湿壁画（1696年）《圣尼各老》、《美德》和《宗徒》。他还画了一幅《圣保禄与圣若翰洗者》（1697年）。保罗·德·马泰斯画了一幅《圣尼各老将恶魔从树上驱逐出来》（1712年），装饰着教堂的入口，祭台后面是《圣尼各老之死》（1707年）。正祭台用多色大理石制成，由安东尼奥·特罗科拉于1743年安排，由马里奥·乔夫雷多设计。圆顶是弗朗切斯科·德·穆拉的壁画。

### 小堂
- 左侧

小堂I

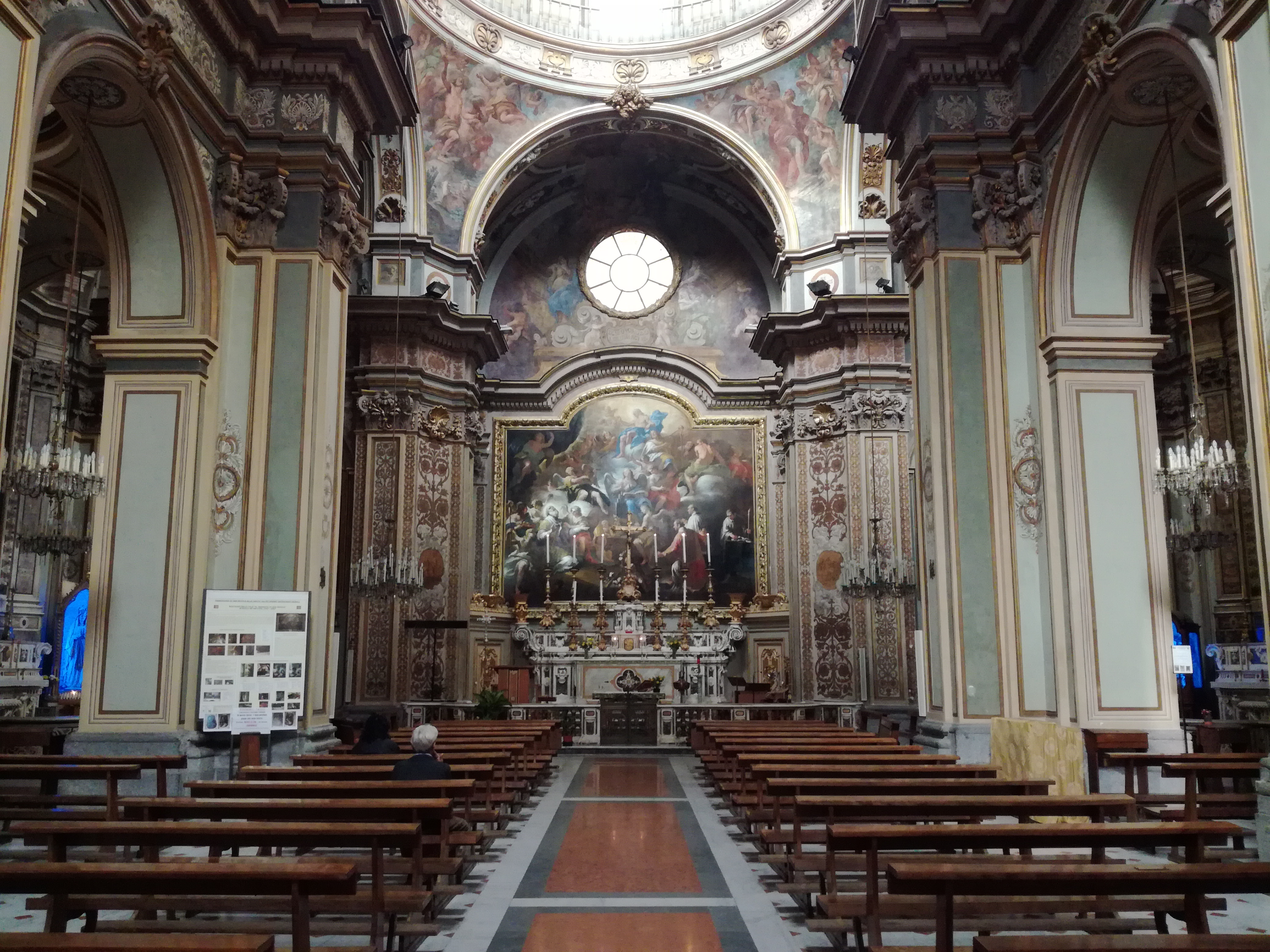

包括保罗·德·马约 的三件作品：祭坛画《圣母和圣若瑟的婚姻》、《圣嘉禄鲍荣茂》和《圣安德肋》（Sant'Andrea d'Avellino）。
小堂II
它是教堂中最古老的（1646年），供奉圣尼各老。它有一幅17世纪的祭坛画《圣尼各老》、尼科拉·玛丽亚·罗西的系列壁画《永在的父》、弗朗切斯科·德穆拉和尼科拉·玛丽亚·罗西的三幅画作《圣尼各老的奇迹》；弗朗切斯科 · 德穆拉的穹顶壁画（1729）。
小堂III
供奉守护天使，祭坛画由乔万·巴蒂斯塔·拉马（卢卡·焦尔达诺的学生）绘制。小堂内有彼得罗·巴德利诺的两幅画作：《圣方济各保拉》和圣亚波罗尼亚（ Apollonia）。
- 右侧

小堂I

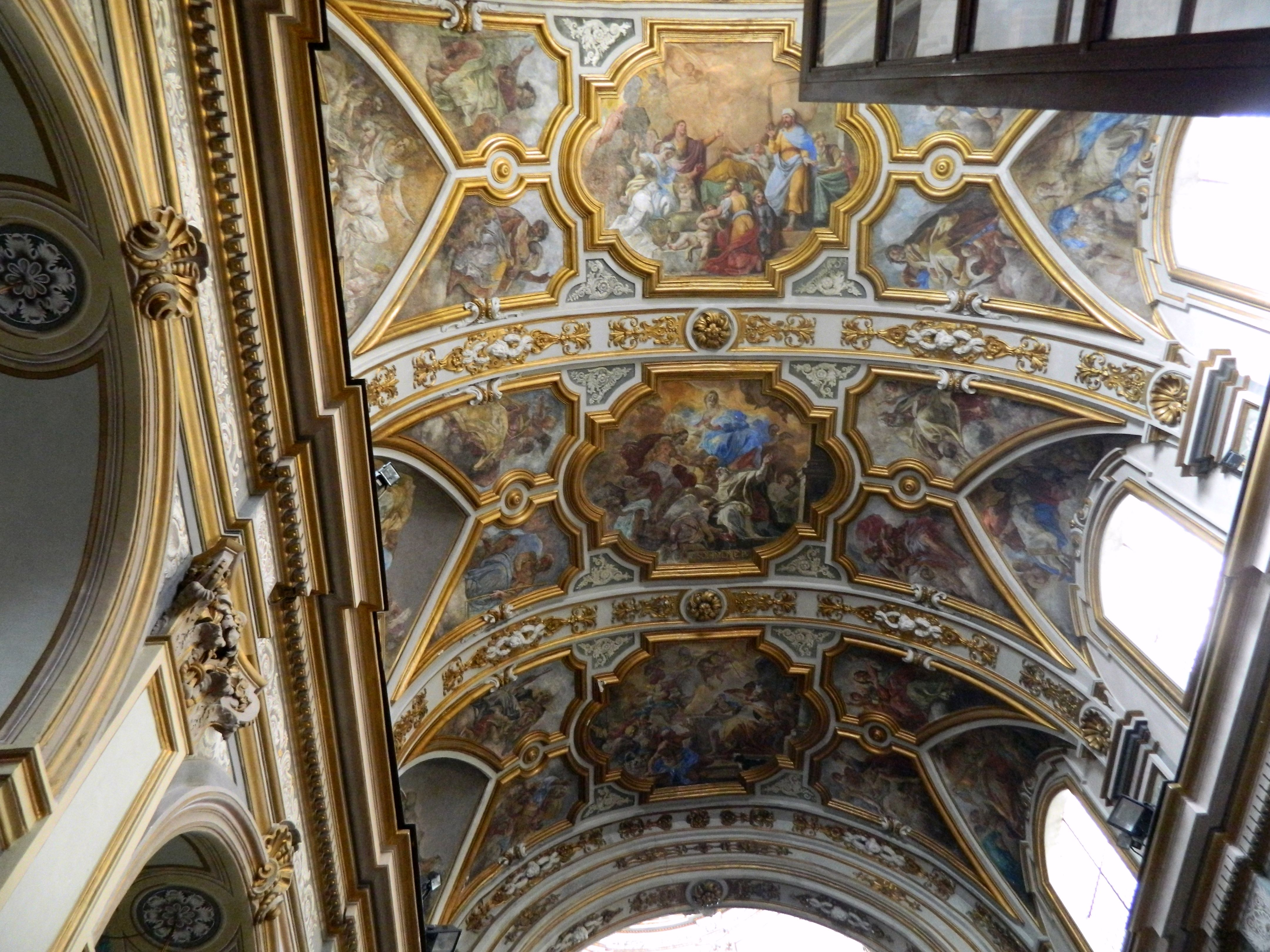
拱顶

祭坛上是尼科拉·玛丽亚·罗西的《天主圣三》，而侧墙上有两幅贾辛托·迪亚诺（德穆拉的学生）的画作。这个小堂还保存着17世纪卡洛·卡拉法的半身像以及他去世时的面部蜡模。
小堂II
小堂名为“十字架”，因为它有一个尼古拉·福莫的十七世纪末的木制十字架。侧墙上有两幅莱昂纳多·波佐拉诺（弗朗切斯科·索利梅纳的学生）的画作，描绘玛利亚·玛达肋纳和圣若望。
小堂III
小堂最初供奉圣弥额尔。祭坛画是弗朗切斯科·德穆拉的作品, 在1773年改为供奉圣理波略（Liborio，Liborius）。两侧的油画也是弗朗切斯科·德穆拉的作品，描绘《总领天使弥额尔》和《总领天使辣法额尔》。
- 耳堂

达阿莱西奥·埃利亚（D'Alessio Elia）的系列湿壁画装饰了耳堂。祭坛左侧是弗朗切斯科·索利梅纳（Francesco Solimena）的油画《圣母、圣伯多禄与保禄》（1684年）。祭衣间门上弗朗切斯科·德穆拉的《圣母拜访依撒伯尔》，以及《牧羊人的崇拜》放置在耳堂的右侧。